# Hormisca extima
Hormisca extima är en stekelart som först beskrevs av Vladimir Ivanovich Tobias 1964.  Hormisca extima ingår i släktet Hormisca och familjen bracksteklar. Inga underarter finns listade i Catalogue of Life.